# Градина Фин
Градината Фин (на персийски: باغ فین‎) в Кашан е историческа персийска градина. В нея се намира Банята Фин, където през 1852 г. Каджарският министър-председател Амир Кабир е бил убит от терорист, изпратен от Насреддин шах
Завършена през 1590 г., градината Фин е най-старата съществуваща в Иран. Произходът ѝ може би датира от преди времето на Сефевидите. Сегашния си вид градината придобива при управлението на шах Абас I Велики на Персия (1571 – 1629), като традиционна градина, близо до село Фин, разположена на няколко километра югозападно от Кашан.
Градината е разработена още по времето на династията на Сефевидите, до Абас II на Персия (1633 – 1666). Тя е става известна по време на управлението на Фатх Али шах Каджарски, когато е била и значително разширена.
Градината обхваща 2,3 хектара с основен двор, заобиколен от укрепления с четири кръгли кули. Подобно на много от персийските градини през тази епоха, градината Фин разполага с много водни съоръжения. Те са били захранвани от извор, разположен на хълм зад градината и фонтаните са могли да бъдат конструирани без необходимите механични помпи.
Градината представлява серия от подчертани контрасти между сухия, негостоприемен пейзаж, извън стените и буйната зеленина вътре в нея. Извън нея, водата е оскъдна и скъпоценна. Еднообразният сух пейзаж вън контрастира вътре с цветовете на листата, цветята, красивите сини плочки, фонтаните, изрисуваните мазилки и дърворезба.
Планът на Фин прилича много на персийски килим, тъй като всички елементи от множество канали, овощни градини, цветя и беседки, са представени по сходен начин.
Във Фин всички канали са облицовани в син фаянс, така че водата изглежда ярка и чиста, когато се влива в един от по-големите басейни.
След това градината е изоставена и дори е повредена няколко пъти, докато през 1935 г. е обявена за национална собственост на Иран. През 2007 г. градината Фин, като част от персийските градини, е включена в Списъка на световното културно и природно наследство на ЮНЕСКО.